# Febră musculară
Febra musculară este o durere și rigiditate resimțită de mușchi timp de mai multe ore sau zile după exerciții fizice nedeprinse și intense.
Durerea este resimțită mai puternic într-un interval de 24 până la 72 de ore după exercițiu.:63 Ea este considerată a fi cauzată de exerciții excentrice (întinderi), care determină afecțiuni mici (microtraume) la fibrele musculare. După un astfel de exercițiu, mușchii se adaptează rapid pentru a preveni afecțiunile musculare și durerea, dacă exercițiul se repetă.:76
Febra musculară este un simptom al afecțiunilor musculare produse de exerciții fizice. Celălalt este durerea musculară acută, care apare în timpul și imediat după exercițiu.

## Cauză
Durerea este cauzată de un exercițiu excentric, care constă din contracții excentrice (întinderi) ale mușchilor. Exercițiile izometrice (statice) cauzează mult mai puțin durere, iar cele concentrice (scurtarea mușchilor) nu produc durere.:63

## Prevenire
Febra musculară poate fi redusă sau preveniă prin creșterea treptată a intensității unui nou program de exerciții,:112 profitând astfel de adaptarea încetul cu încetul a mușchilor la efort.
Întinderea statică sau încălzirea mușchilor înainte sau după exercițiu nu previne durere. Suprasolicitarea poate provoca durere.

## Tratament
Durerea dispare de obicei în aproximativ 72 de ore după apariție. Dacă se dorește tratament, orice măsură care crește fluxul de sânge către mușchi, cum ar fi activitățile de intensitate scăzută, masajul, băile calde sau sauna pot ajuta într-o oarecare măsură.:112
Scufundarea în apă rece sau înghețată, un remediu ocazional recomandat, s-a dovedit a fi ineficient în reducerea febrei musculare potrivit unui studiu din 2011, dar eficient potrivit unui alt studiu. Există, de asemenea, insuficiente dovezi pentru a determina dacă crioterapia întregului corp – comparativ cu odihna pasivă sau cu crioterapia parțială a corpului  – reduce febra musculară sau îmbunătățește recuperarea corpului, după exercițiu.